# Mijaíl Yakimovich
Mijaíl Yakimovich (Slutsk, 13 de junio de 1967) es un exjugador de balonmano bielorruso que jugaba de lateral izquierdo. Su último equipo fue el Portland San Antonio de la Liga Asobal.
Fue internacional con la selección de balonmano de la Unión Soviética, con la que consiguió la medalla de plata en el Campeonato Mundial de Balonmano Masculino de 1990 y la medalla de oro en los Juegos Olímpicos de Barcelona 1992, como parte del equipo unificado. Tras la disolución de la Unión Soviética jugó con la selección de balonmano de Bielorrusia, su país natal.

## Palmarés

### Selección nacional
| Juegos Olímpicos   | Juegos Olímpicos | Juegos Olímpicos | Juegos Olímpicos |
| Año                | Lugar            | Medalla          |                  |
| ------------------ | ---------------- | ---------------- | ---------------- |
| 1992               | Barcelona        | Medalla de oro   |                  |
| Campeonato Mundial |                  |                  |                  |
| Año                | Lugar            | Medalla          |                  |
| 1990               | Checoslovaquia   | Medalla de plata |                  |

### SKA Minsk
- Liga de balonmano de la Unión Soviética (4): 1985, 1986, 1988, 1989
- Copa de Europa (3): 1987, 1989, 1990
- Recopa de Europa de Balonmano (1): 1988

### Teka Cantabria
- Liga de Campeones de la EHF (1): 1994
- Campeonato Mundial de Clubes (1): 1997
- Recopa de Europa de Balonmano (1): 1998
- Copa IHF (1): 1993
- Liga Asobal (2): 1993, 1994
- Copa del Rey de Balonmano (1): 1995
- Copa Asobal (2): 1997, 1998
- Supercopa de España de balonmano (2): 1992-93, 1994-95

### Portland San Antonio
- Liga de Campeones de la EHF (1): 2001
- Recopa de Europa de Balonmano (2): 2000, 2004
- Supercopa de Europa de Balonmano (1): 1999-00
- Liga Asobal (1): 2002
- Copa del Rey de Balonmano (1): 2001
- Supercopa de España de Balonmano (2): 2001-02, 2002-03

## Clubes
| Club                 | País        | Año         |
| -------------------- | ----------- | ----------- |
| SKA Minsk            | Bielorrusia | 1984 - 1992 |
| Teka Cantabria       | España      | 1992 - 1999 |
| Portland San Antonio | España      | 1999 - 2004 |